# Casal de Mont-rodon
El Casal de Mont-rodon es dreça al vessant nord del Serrat de Mont-rodon, vora el riu Gurri i constitueix un enclavament del terme de Tona dins el de Taradell. Al costat hi ha l'església de Santa Maria que n'era la capella.

## Història
Era una Domus o Casa Forta i es trobava dins l'antic terme del castell de Taradell, al lloc anomenat Mont-rodon i fou la residència d'una família de cavallers sotmesa inicialment a les ordres del senyors del castell de Taradell, que els varen confiar la batllia i defensa de bona part de la part baixa del castell de Taradell. El lloc de Mont-rodon es documenta l'any 1076 quan, en descriure el terme parroquial, el bisbe esmenta el «Monte rotundo».
Segle XII. La família Mont-rodon es documenta l'any 1128, quan Ramon Bonfill de Mont-rodon signà en un acte de restitució de béns usurpats a l'església de Vic. El 1134, el pare d'aquest Ramon Bonfill signa en la donació que fa Gilabert II de Centelles al monestir de l'Estany d'un mas que estava sota la batllia de Mont-rodon. A partir de 1140, els Mont-rodon apareixen contínuament actuant al costat dels seus senyors, els Taradell, dels quals reberen importants feus; en cas de guerra, els servien amb dos homes i dos cavalls. També actuaren com a procuradors de la família dels Centelles, propietaris de terres al voltant de Mont-rodon.
Segle XIII. Guillem de Mont-rodon, fou un personatge destacat. Mestre de l'orde del temple d'Aragó, Catalunya i Provença des del 1214 al 1217. Fou tutor del rei Jaume I durant la seva minoria d'edat i en la seva estada en el castell de Montsó. Va lluitar al servei del rei Pere II d'Aragó en la batalla de Las Navas de Tolosa i en la batalla de Muret, on morí el rei Pere. El 1220 fou nomenat pel rei Jaume I Procurador General de les rendes reials a Catalunya i el rei l'elogià en la seva crònica per la seva lleialtat.
Segle XV. L'edifici romànic perdurà fins a mitjan segle xv. El 1463, en la guerra civil contra Joan II i essent Bernat IV de Mont-rodon capità de les forces de Vic, contràries al rei, el casal fou saquejat i incendiat pels partidaris del monarca. El casal quedà deshabitat. El 1472, per ordre del rei es retornà al dit Bernat el casal, que fou novament habitat.
Segle xvii al XX. Els anys 1622 i 1623 s'hi practicaren noves obres. La família Mont-rodon es perpetuà a la senyoria del casal fins al 1687, quan morí Carles de Mont-rodon sense deixar descendència directa. L'herència passà a seva germana Maria i els seus fills que es cognomenaren Sans i de Mont-rodon. El 1890 el llegat passarà a la família Castellvi de Barcelona i d'aquesta als seus parents els Febrer-Miralles de Imperial, marquesos de Saudín.
Des de 1960, l'edifici ha estat deshabitat i molt deteriorat. L'any 1981, la Direcció General del Patrimoni començà la tasca de restauració la qual és continuada pel propietari Ramon Costa, de Taradell.

## Arquitectura
Actualment és, en línies generals, un gran edifici gòtic de planta rectangular, gairebé quadrada, amb un pati al centre que contenia l'escala, molt modificat a causa d'un canvi de cobertes que convertí el terrat, del qual encara es dibuixen els merlets a la façana principal, en una teulada que altera l'estructura original.
A l'angle nord-est es troba l'estructura del casal primitiu, un edifici rectangular amb el cantó de ponent constituït per la mateixa roca a la planta baixa, amb dues plantes separades per un enteixinat de fusta i dividides en dues estances. No sabem com era la coberta original. La part més destacable és la façana de llevant, amb sis espitlleres a la planta baixa i una gran finestra bífora o geminada al primer pis, amb pilar central, recoberta en el curs de les obres de restauració.
L'aparell és fet amb petits carreus escairats disposats en filades uniformes i regulars, en els quals es combina la pedra calcària amb la pedra sorrenca de color rogenc, utilitzada sobretot en els brancals i arcs de la finestra geminada.
Aquest edifici residencial fou probablement construït dintre el segle xii en la tradició tecnològica del segle anterior. Actualment, l'edifici original es troba totalment integrat en l'obra gòtica.